# Zarina Wahab
Zarina Wahab (Urdu: زرینہ وہاب; ur. w 1959) – indyjska aktorka bollywoodzka i modelka. Wystąpiła w takich filmach jak Chit Chor, a także Gopal Krishna z 1970.

## Życiorys
Urodziła się w rodzinie muzułmańskiej. Dorastała i wychowała się w Vishakapatnam i Andhra Pradesh. Mówi płynnie w języku telug, hindi i angielskim.

### Życie prywatne
W 1986 roku wyszła za mąż za Aditya Pancholi. Ich córka na imię ma Sana, a syn Suraj.

### Kariera
Zarina rozpoczęła karierę u boku Raja Kapoora, dzięki któremu została dostrzeżona i pojawiła się w branży filmowej. Można ją zobaczyć w takich filmach jak Chit Chor (1976), Gharonda (1977). Za te role otrzymała nagrodę Filmfare dla najlepszej aktorki. Zagrała również w filmach tollywoodzkich, kollywoodzkich oraz mollywoodzkich. Powróciła w filmie mollywoodzkim, który został zrealizowany w 2009. W 2010 zagrała matkę Rizwana Khana (Shah Rukh Khan) w filmie Nazywam się Khan Karana Johara.

## Filmografia
| Rok  | Film                    | Rola                    |
| ---- | ----------------------- | ----------------------- |
| 2010 | Malik Ek                | Shanti                  |
| 2010 | Nazywam się Khan        | Matka Rizwana Khana     |
| 2009 | Calendar                | Thankam Joseph          |
| 2007 | Kaisay Kahein           | Mrs. Rao                |
| 2006 | Jaane Hoga Kya          | Mrs. Krishnan           |
| 2006 | Prateeksha              | Kunti                   |
| 2005 | Kisna: The Warrior Poet | Shanta                  |
| 2004 | Dil Maange More!!!      | Matka Shagun            |
| 1995 | Mera Damad              | Kimi/Sunita Choudhry    |
| 1989 | Toofan                  | Mrs. Laxmi Gopal Sharma |
| 1987 | Maashuka                |                         |
| 1987 | Mera Yaar Mera Dushman  |                         |
| 1986 | Amrit                   | Savitri Sharma          |
| 1986 | Adhikar                 | Rita                    |
| 1986 | Dahleez                 | Jameela Ali             |
| 1985 | Hum Naujawan            | Meenakshi               |
| 1984 | Hanste Khelte           |                         |
| 1984 | Manasariyathe           | Sindhu                  |
| 1983 | Dard-E-Dil              | Reshma                  |
| 1983 | Chor Police             |                         |
| 1983 | Lal Chunariyaa          | Kamini                  |
| 1982 | Barrister               |                         |
| 1982 | Enthino Pookunna Pookal | Savithri                |
| 1982 | Foot Ball               |                         |
| 1982 | Maine Jeena Seekh Liya  | Reema                   |
| 1982 | Sara Varsham            | Savitha                 |
| 1982 | Shiv Charan             |                         |
| 1981 | Ek Aur Ek Gyarah        |                         |
| 1981 | Roohi                   | Sajjo/Roohi             |
| 1981 | Aakhri Mujra            |                         |
| 1981 | Palangal                | Usha                    |
| 1980 | Sitara                  | Dhaniya/Sarita          |
| 1980 | Aakhri Insaaf           |                         |
| 1980 | Hema Hemeelu            |                         |
| 1980 | Jazbaat                 | Sapna/Sangeeta          |
| 1979 | Gopal Krishna           | Radha                   |
| 1979 | Jeena Yahan             | Występ Gościnny         |
| 1979 | Naiyya                  | Geeta                   |
| 1979 | Salaam Memsaab          | Radha                   |
| 1979 | Sawan Ko Aane Do        | Chandrika               |
| 1978 | Anpadh                  | Jyoti                   |
| 1978 | Madanolsavam            | Elizabeth               |
| 1978 | Tumhare Liye            | Rajnartaki              |
| 1977 | Agar... If              | Anju A. Agarwal         |
| 1977 | Gharaonda               |                         |
| 1976 | Chitchor                | Geeta P. Choudhry       |
| 1975 | Anokha                  | Sudha Manchanda         |
| 1975 | Gajula Kishtayya        |                         |
| 1974 | Ishq Ishq Ishq          | Prema                   |

## Występy w telewizji
- Maayka jako Mohini Malhotra
- Zaara jako Sana Khan, macocha Amira